# ATP Challenger Wolfsburg
Das ATP Challenger Wolfsburg (offizieller Name: Volkswagen ATP Challenger) war ein von 1993 bis 2012 jährlich stattfindendes Tennisturnier in Wolfsburg. Es war Teil der ATP Challenger Tour und wurde auf Teppich in der Halle ausgetragen. Einzig im Jahr 2010 wurde das Turnier nicht im Rahmen der Challenger Tour ausgetragen, jedoch ein Jahr später wieder in den Kalender aufgenommen.

## Liste der Sieger

### Einzel
| Jahr | Sieger              | Finalgegner          | Ergebnis          |                   |
| ---- | ------------------- | -------------------- | ----------------- | ----------------- |
| 2012 | Igor Sijsling       | Jerzy Janowicz       | 4:6, 6:3, 7:69    |                   |
| 2011 | Ruben Bemelmans (2) | Dominik Meffert      | 6:78, 6:4, 6:4    |                   |
| 2010 | nicht ausgetragen   | nicht ausgetragen    | nicht ausgetragen | nicht ausgetragen |
| 2009 | Ruben Bemelmans (1) | Stefano Galvani      | 7:65, 3:6, 6:3    |                   |
| 2008 | Louk Sorensen       | Farrux Doʻstov       | 7:67, 4:6, 6:4    |                   |
| 2007 | Robin Haase         | Daniel Brands        | 6:2, 3:6, 6:1     |                   |
| 2006 | Alexander Waske     | Wang Yeu-tzuoo       | 6:2, 6:4          |                   |
| 2005 | Dieter Kindlmann    | Tobias Summerer      | 7:5, 4:1 aufgg.   |                   |
| 2004 | Michal Tabara       | Florian Mayer        | 6:4, 6:3          |                   |
| 2003 | Axel Pretzsch (2)   | Arvind Parmar        | 6:71, 7:65, 6:4   |                   |
| 2002 | Jakub Herm-Záhlava  | Dick Norman          | 6:4, 6:2          |                   |
| 2001 | Jarkko Nieminen     | Andy Fahlke          | 3:6, 6:2, 7:5     |                   |
| 2000 | Andrei Stoljarow    | Óscar Burrieza López | 3:6, 6:3, 6:0     |                   |
| 1999 | Axel Pretzsch (1)   | Diego Nargiso        | kampflos          |                   |
| 1998 | Ivo Heuberger       | Dirk Dier            | 6:7, 6:4, 6:4     |                   |
| 1997 | Jens Knippschild    | Arne Thoms           | 6:4, 6:3          |                   |
| 1996 | Gianluca Pozzi      | Thomas Johansson     | 4:6, 7:6, 7:6     |                   |
| 1995 | David Prinosil      | Martin Sinner        | 6:4, 7:6          |                   |
| 1994 | Alexander Mronz     | Albert Chang         | 6:3, 7:5          |                   |
| 1993 | Cristiano Caratti   | Lars Koslowski       | 6:7, 6:1, 6:2     |                   |

### Doppel
| Jahr | Sieger                                        | Finalgegner                         | Ergebnis           |                   |
| ---- | --------------------------------------------- | ----------------------------------- | ------------------ | ----------------- |
| 2012 | Laurynas Grigelis Uladsimir Ihnazik           | Tomasz Bednarek Olivier Charroin    | 7:5, 4:6, [10:5]   |                   |
| 2011 | Matthias Bachinger Simon Stadler              | Dominik Meffert Frederik Nielsen    | 3:6, 7:63, [10:7]  |                   |
| 2010 | nicht ausgetragen                             | nicht ausgetragen                   | nicht ausgetragen  | nicht ausgetragen |
| 2009 | Travis Rettenmaier Ken Skupski                | Serhij Bubka Alexander Kudrjawzew   | 6:3, 6:4           |                   |
| 2008 | Carsten Ball Izak van der Merwe               | Richard Bloomfield Ken Skupski      | 7:65, 6:3          |                   |
| 2007 | Alexander Peya (2) Lars Uebel                 | Joshua Goodall Jan Mertl            | 6:4, 6:4           |                   |
| 2006 | Jean-Claude Scherrer (2) Uros Vico            | Frank Moser Sebastian Rieschick     | 7:63, 6:75, [10:8] |                   |
| 2005 | Philipp Petzschner Alexander Peya (1)         | Aisam-ul-Haq Qureshi Lovro Zovko    | 6:2, 6:4           |                   |
| 2004 | Robert Lindstedt (2) Jean-Claude Scherrer (1) | Juan Ignacio Carrasco Josh Goffi    | 6:2, 4:6, 7:65     |                   |
| 2003 | Karsten Braasch Axel Pretzsch                 | Alexander Peya Aisam-ul-Haq Qureshi | 6:4, 6:2           |                   |
| 2002 | Jan Hernych Shaun Rudman                      | Filippo Messori Gianluca Pozzi      | 7:63, 6:73, 6:3    |                   |
| 2001 | Robert Lindstedt (1) Fredrik Loven            | Jan Boruszewski Markus Menzler      | 7:65, 6:77, 6:4    |                   |
| 2000 | Jan-Ralph Brandt Martin Sinner (2)            | Tomáš Cibulec Leoš Friedl           | 7:5, 3:6, 7:67     |                   |
| 1999 | Adriano Ferreira Maurice Ruah                 | Karsten Braasch Dirk Dier           | kampflos           |                   |
| 1998 | Marat Safin Dušan Vemić                       | Jan-Ralph Brandt Thomas Messmer     | 6:4, 4:6, 6:2      |                   |
| 1997 | Nicola Bruno Laurence Tieleman                | Henrik Holm Nils Holm               | 7:6, 6:4           |                   |
| 1996 | Dirk Dier Arne Thoms                          | Jim Pugh Joost Winnink              | 6:4, 6:4           |                   |
| 1995 | Martin Sinner (1) Joost Winnink               | Dirk Dier Lars Koslowski            | 7:5, 6:3           |                   |
| 1994 | Rich Benson Adam Malik                        | Wayne Arthurs Simon Youl            | 7:6, 6:4           |                   |
| 1993 | Donald Johnson Leander Paes                   | Jan Apell Michael Mortensen         | 7:6, 6:1           |                   |